# Аконитатдекарбоксилаза
Аконитатдекарбоксилаза (англ. aconitate decarboxylase, ACOD1 или cis-Aconitate decarboxylase, CAD (шифр КФ 4.1.1.6) — фермент, катализирующий преобразование цис-аконитата в итаконат по следующей реакции:
цис-аконитат → итаконат + CO2
В отличие от многих других декарбоксилаз, ACOD1 не требует кофактора для каталитической активности.
У млекопитающих аконитатдекарбоксилаза кодируется геном ACOD1, известным также как Irg1 (immune-responsive gene 1).

## История изучения
Работа аконитатдекарбоксилазы Aspergíllus térreus была описана в цикле работ Рональда Бентли и Клары Тиссен в 1955—1957 годах.
В культуре мышиных макрофагов, активированных LPS, ген Irg1 был охарактеризован в 1995 году, а в 2011 году был описан его человеческий гомолог. Долгое время функция этого гена была неизвестна, пока в 2013 не было показано, что Irg1 кодирует аконитатдекарбоксилазу (ACOD1), фермент, осуществляющий синтез итаконата.

## ЭкспрессияAcod1
В клетках млекопитающих Acod1 экспрессируется в ответ на воспалительные стимулы, преимущественно в миелоидных клетках.
Acod1 экспрессируется в ответ на стимуляцию клеток LPS NF-κB-независимым путём. Активация TLR4 приводит к фосфорилированию циклинзависимой киназы 2 (CDK2), которая взаимодействует с рецептором RACK1. RACK1 рекрутирует киназу MAPK8, которая фосфорилирует транскрипционный фактор JUN. p-JUN связывается с промотором гена Acod1, способствуя его экспрессии.
Acod1 экспрессируется макрофагами также при стимуляции TLR3, рецептора, активирующегося в ответ на двуцепочечную РНК — молекулярный паттерн, ассоциированный с вирусными инфекциями. Некоторые данные свидетельствуют о том, что в регуляции экспрессии Acod1 принимает участие транскрипционный фактор IRF1. Помимо миелоидных клеток, Acod1 может экспрессироваться в нейронах в ответ на инфекцию вирусом Зика, посредством активации нуклеотидного сенсора ZBP1. При этом экспрессию Acod1 также регулирует IRF1.